# Hortensi Güell i Güell
Hortensi Güell i Güell (Reus, 1878 - Salou, 1899) fue un pintor y escritor español, hijo de Josep Güell i Mercader.
Residió en Madrid. Amigo de Joaquín Mir Trinxet, que también vivió en Reus a partir de 1902, y de Picasso, como pintor fue influido por el estilo del Grupo del Azafrán (Centro de Lectura de Reus, Museo Picasso de Barcelona). Formaba parte de un grupo de escritores románticos reusenses.
Fue miembro del grupo de pintores modernistas. Su maestro fue el pintor reusense Domènec Soberano. Sus pinturas fueron expuestas entre otras ciudades en Madrid. Colaboró en los diarios La Renaixença, Lo somatent, Lo lliri y La Nova Catalunya. En 1899, los 23 años y después de un desengaño amoroso, se suicidó tirándose al mar en aguas de Salou. En 1902 su padre publicó su obra literaria en un volumen titulado Florescència: col·lecció d'ensaigs literaris d'Hortensi Güel. Su ciudad natal le tiene dedicada una calle.